# Sauvagnat-Sainte-Marthe
Sauvagnat-Sainte-Marthe – miejscowość i gmina we Francji, w regionie Owernia-Rodan-Alpy, w departamencie Puy-de-Dôme.
Według danych na rok 1990 gminę zamieszkiwało 368 osób, a gęstość zaludnienia wynosiła 57 osób/km² (wśród 1310 gmin Owernii Sauvagnat-Sainte-Marthe plasuje się na 494. miejscu pod względem liczby ludności, natomiast pod względem powierzchni na miejscu 941.).